# Achim Mehnert

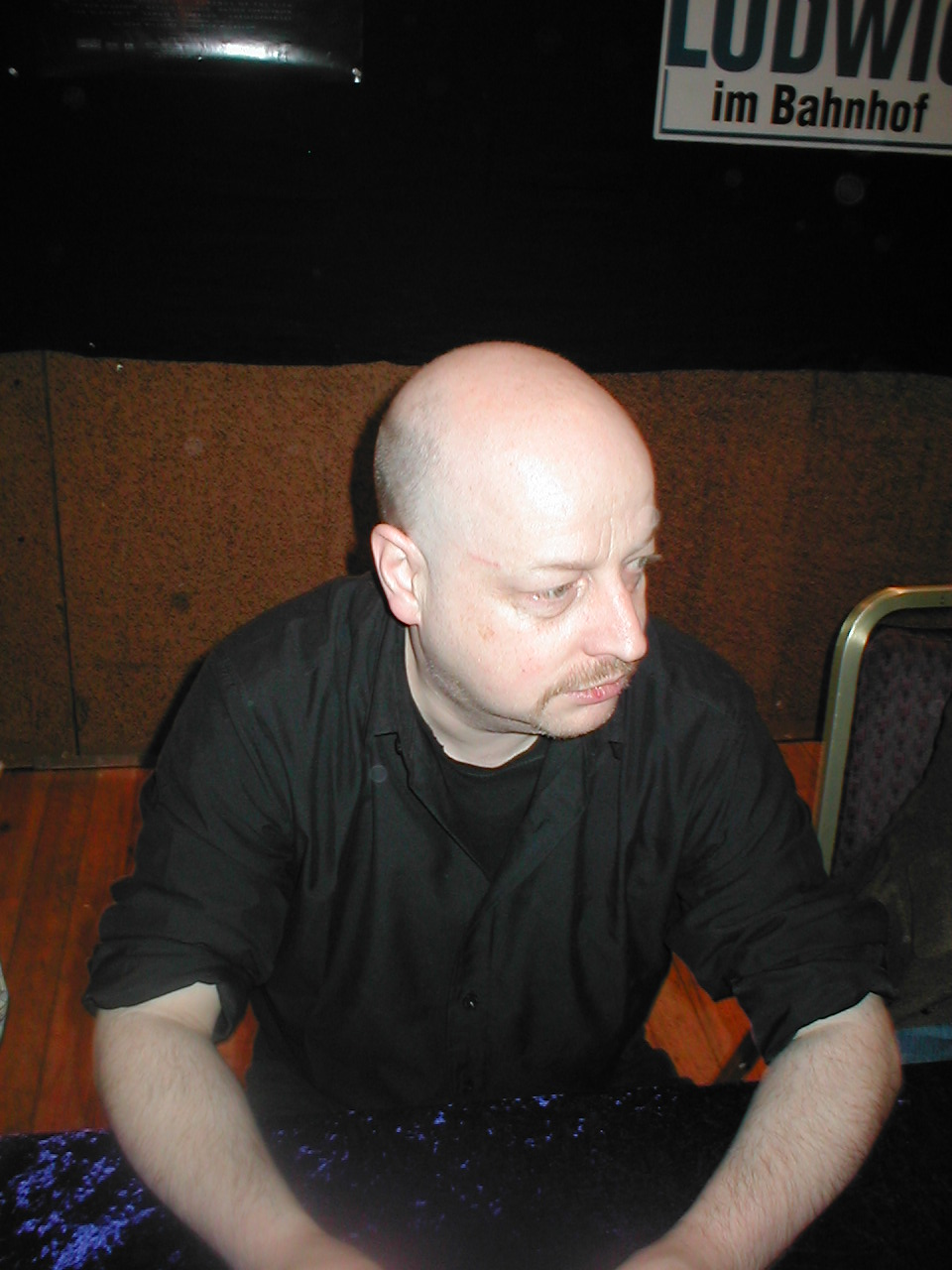
Achim Mehnert (2005)

Achim Mehnert (* 14. November 1961 in Köln; † 7. November 2018 ebenda) war ein deutscher Schriftsteller, dessen Schwerpunkt im Science-Fiction-Genre lag. Er publizierte vorwiegend im Hardcover-Bereich, veröffentlichte aber auch Taschenbücher, Paperbacks, Heftromane und Taschenhefte sowie zahlreiche Kurzgeschichten in Anthologien, Zeitschriften und Magazinen.

## Leben
Achim Mehnert absolvierte die mittlere Reife, die Fachhochschulreife und eine Ausbildung zum Industriekaufmann. 2003 stieg er aus seinem bürgerlichen Beruf aus, um sich voll und ganz auf die Tätigkeit als freiberuflicher Schriftsteller zu konzentrieren. Seitdem schrieb er für verschiedene Serien und Reihen, dazu eigene Romane und Kurzgeschichten, von denen ein Teil zu Kurzgeschichtensammlungen zusammengefasst wurde. Ab 2012 verfasste er für den Verlag Peter Hopf Romanadaptionen der Comic-Klassiker Tibor, Falk und Nick von Hansrudi Wäscher.
1982 war Achim Mehnert einer der Gründerväter des ColoniaCon, einer bis heute stattfindenden Science-Fiction-Convention für Fans und Autoren.
Mehnert wurde 2012 auf der 72. Internationalen Comic- und Romanmesse in Köln der internationale Romanpreis „Dark Star 2012“ verliehen, ihm zu Ehren verbunden mit einer Sterntaufe auf den Namen „Mehnerts Stern“.
Achim Mehnert starb völlig überraschend im November 2018, eine Woche vor seinem 57. Geburtstag.

## Bibliografie

### Science Fiction und Phantastik
Perry Rhodan
Perry Rhodan Action:
- 4 Festung der Regenten
- 8 Sternentod
- 15 Trabant der Opulu
- 21 Die Puppe Tanisha
- 27 Mutantenschule Crest
- 28 Das Venusgehirn

Perry Rhodan Planetenromane:
- 405 (klassische Nummerierung) Tod über Derogwanien
- 11 (Taschenheft-Nachdruck) Rückkehr nach Derogwanien

Perry Rhodan Extra:
- 5 Bardiocs Null
- 14 Catomens Gesetze

Tibor
- 1 Der Sohn des Dschungels
- 2 Ein Drittel fehlt
- 3 Die Urungi

Atlan
Taschenbuchserien:
- 4 Die PSI-Kämpferin (Rudyn 1)
- 8 Im Bann der Gatusain (Illochim 2)
- 16 Sprung ins Jenseits (Monolith 6)
- 18 Das Erwachen (Höllenwelt 2)
- 21 Tschirque, der Kreuzwächter (Marasin 2)
- 26 Die geträumte Welt (Polychora 1)

Miniserien:
- Centauri 10: Kampf um Kharba
- Lordrichter 21: Der Turm des Denmogh
- Flammenstaub 58: Lordrichter Saryla

Ren Dhark
Ren Dhark ist eine deutsche Science-Fiction-Serie, die ihre Wurzeln in den 1960er Jahren hat. Sie erschien ursprünglich in Heftromanform, seit 2000 als Hardcover-Ausgabe. Jedes Buch der Reihen Weg ins Weltall, Bitwar und Drakhon wird von 4 bzw. 3 Autoren verfasst, von denen jeder einen Roman vom Umfang eines Heftromans beisteuert.
Weg ins Weltall:
- 1 Eiswelt Terra
- 2 Am Ort der Macht
- 3 Unter Rebellen
- 4 Andromeda
- 5 Strahlungshölle W
- 6 Saltern auf der Spur
- 7 Bombe an Bord
- 8 Das Geheime Imperium
- 9 Crekker
- 10 Quantenfalle
- 11 Der lebende Mond
- 12 Rettung für Sol
- 13 Schlacht um Terra
- 14 Sünde der Salter
- 15 Volk in Zwietracht
- 16 Der fünfte Wächter
- 17 Im Netz des Diktators
- 18 Sklavenhölle
- 19 Weltenverschlinger
- 20 Agenten gegen Cromar
- 21 Imperator
- 23 Die Macht der Quanten
- 25 Gisol, der Verzweifelte
- 26 Notruf von Orn
- 27 Die Schranke im Nichts
- 28 Para-Attacke
- 29 Tödliche Rückkopplung
- 30 Priester des Bösen
- 31 Jagd auf die POINT OF
- 33 Die Herren des Universums
- 34 Stützpunkt in der Hölle
- 35 Gigantenfalle
- 37 Rückkehr ins Ungewisse

Bitwar:
- 3 Die Spur des Tel
- 5 Die goldene Hölle
- 6 Das Judas-Komplott
- 7 Proxima Centauri
- 8 Erwachende Welt
- 9 Rettet die Salter
- 10 Freunde in der Not
- 11 Vorstoß in den Hyperraum

Drakhon:
- 7 Schatten über Babylon
- 10 Fluchtpunkt M53
- 11 Grako-Alarm
- 12 Helfer aus dem Dunkel
- 17 Terra Nostra
- 20 Im Zentrum der Macht
- 22 Die Sage der Goldenen
- 24 Die geheimen Herrscher

Unitall Sonderband:
- 2 Das Kugelschalenuniversum
- 4 Aomon
- 5 Der ewige Krieg
- 9 Der goldene Prophet
- 11 Kalamiten
- 12 Der Deserteur
- 14 Einsatz des Vernichters
- 15 Welt aus dem Gestern
- 17 Kriegsgrund Tarnit
- 19 Der Atomkrieg findet statt
- 20 Feind ohne Gnade

Sonderband:
- 22 Gisol, der Jäger
- 23 Gisol, der Rächer
- 24 Gisol, der Schlächter
- 27 Nogk in Gefahr

Sternendschungel Galaxis:
- 1 Der goldene Planet
- 6 Transmitterüberfall
- 10 Projekt Downfall
- 13 Raumschiff der Verlorenen
- 17 Sonne des Vergessens
- 18 Die zweite Macht
- 24 Hyper-Ingenieure
- 27 Achtzig Völker
- 28 Element X
- 33 Entführte Seelen
- 34 Im Bann der Rahim
- 37 Rückkehr zu den Rags
- 42 Galaktische Notare
- 45 Die Macht der Symbionten
- 48 Schlacht über Odour
- 51 Unglaubliche Lösung
- 54 Drakhon für immer?

Forschungsraumer Charr
- 3 Gigant im All
- 9 Das Tor zur Hölle

Der Mysterious
- 3 Attila

Raumschiff Promet/Titan
Neue Abenteuer:
- 1 2107 Vorstoß nach Katai
- 3 Das Haus des Krieges
- 4 Entscheidung auf Toschawa
- 5 Das Tribunal der Häuser
- 6 Die Stunde der Verräter
- 7 Invasion der Biomechs (gemeinsam mit Susan Schwartz), ISBN 978-3-932171-76-5
- 9 Planet der Propheten

Titan Sternenabenteuer:
- 14 Das Virtuversum
- 16 Söldner der Goch'dschiach
- 17 Sturm auf den Feuerwall

Star Voyager:
- 6 Das Orakel von Chron

Von Stern zu Stern:
- 6 Das Vermächtnis der Moraner
- 9 Todesdrohung schwarzer Raumer
- 13 Böser Zwilling
- 14 Sternentod
- 15 Das Ende der Promet
- 16 Tötet Harry T. Orell!
- 17 Das galaktische Archiv
- 19 Die Delegation
- 20 Das Attentat
- 21 Flucht aus der Terrorstadt
- 22 Die Tragödie von Gij

Die Abenteuer der Shalyn Shan:
- 9 Das Orakel von Chron
- 10 Notruf aus Katai
- 11 Tod eines Cyborgs
- 12 Der ewige Feind
- 13 Welt in Flammen

Professor Zamorra
Heftromane:
- 765 Die Dämonenfalle
- 782 Zamorra – Fürst der Finsternis
- 796 Luzifer
- 806 Die Hexe von Köln
- 817 Gefahr aus dem Drachenland
- 823 Attacke der Ewigen

Bücher:
- 7 Die Macht der Ewigen
- 18 Drachenkrieg

Bad Earth
- 7 Meister der Materie
- 8 Für Menschen verboten

Raceworld
- 08/2004 Heisse Spur

### Kriminalromane
- Totentanz in Köln (1997)
- Domstadt-Blues (2002)

### Kinderbücher
- Drei rote Tränen (1990)
- Huck-Huck, der kleine Drache (1992)
- BIOMIA – Das Labyrinth des Todes (2018)
- BIOMIA – Die Verdammten der Knocheninsel (2018)
- BIOMIA – Dunkle Insel (2018)

### Storysammlungen
- Waidmannsheil, ihr Schizophrenen (Königsbrunn, 1984)
- Altenwelt (Windeck 2001)
- Der zweite Winter (Passau 2011)